# Hyderabad Contingent

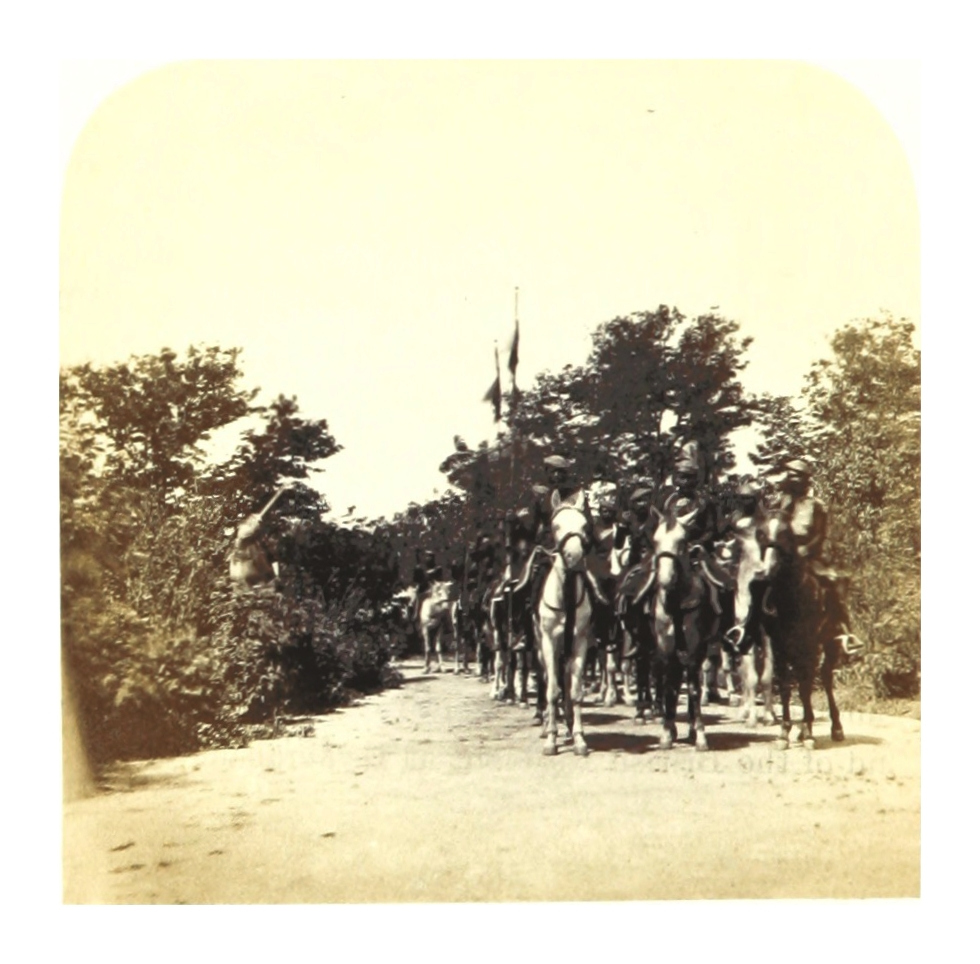
Kavallerie, 1862

Das Hyderabad Contingent war eine indische militärische Einheit zur Kolonialzeit (ca. 1803–1902). Rekrutiert wurde sie anfangs aus Untertanen des Nizam des Fürstenstaats Hyderabad, der auch für den Unterhalt der Truppe aufzukommen hatte. Zur Deckung der Kosten übernahmen die Briten 1853 die Kontrolle des Gebietes von Berar. Die Einheit stand, zusätzlich zur Hyderabad Subsidiary Force, zur ausschließlichen Verfügung der britischen Kolonialherren, die auch die Offiziere stellten. Sie sind zu unterscheiden von den Hyderabad State Forces unter der direkten Kontrolle des Nizam. Die Truppen wurde während der von Lord Kitchener 1902/3 angestoßenen Reform in die British Indian Army integriert.

## Vorläufer und Anfangszeit
Der Nizam ul-Mulk, später als Asaf Jah II. Herrscher von Hyderabad, hatte sich in verschiedenen Bündnisverträgen von 1800, 1804 und 1808 verpflichtet, den Briten in den Kriegen gegen Tipu Sultan Truppen (Nizam's Contingent) zu stellen.
Der Nizam unterhielt 14000 Mann, die von französischer Seite ausgebildet waren. Der plötzlich Tod des Residenten Rymond 1798 verringerte den französischen Einfluss bei Hofe, die Truppe wurde aufgelöst. Stattdessen verpflichtete man sich in einem Vertrag im selben Jahr die Subsidiary Force, die er seit 1759 im Kriegsfalle den Briten zur Verfügung zu stellen hatte, auf sechs Bataillone (Kosten 2,4 Mio. Rs.), die dauerhaft aufgestellt waren, auszubauen. Ab 1800 wurde die Stärke der in Secunderabad basierten Truppe auf 8 Bataillone Infanterie und 2 Kavallerieregimenter erhöht. 1808, nach der endgültigen Verdrängung der Franzosen, die einen gewissen Einfluss am Hof hatten, garantierten die Briten die Integrität des Fürstenstaates, jedoch hatte man als Gegenleistung die Truppen auf eigene Kosten zu unterhalten. Die Aushebung und der Unterhalt der Truppe wurde vom Nizam einer bestimmten Klasse von Adeligen, den paigah übertragen, die dafür erblich Ländereien und deren Steueraufkommen erhielten. Bereits der Resident Henry Russell reorganisierte die größtenteils muslimische Truppe 1813 (zur Russell Brigade mit 2 Bataillonen). Die Soldaten Hyderabads waren zwar anfangs undiszipliniert und vergleichsweise schlecht ausgerüstet, entwickelten sich aber bald zu einer der schlagkräftigsten Einheiten Indiens. Zündschlossmusketen wurden für ein Drittel der Männer durch Karabiner ersetzt, die anderen erhielten Säbel und Pistolen. Captain Davis, seit Herbst 1816 Kommandant in Aurangabad, erhielt monatlich 2000 Rs., seine fünf Offiziere je 1000 Rs. Die Truppen nahmen bis 1826 an Feldzügen während der Maratha-Kriege und kleineren Kampagnen teil. Eine weitere Reorganisationen nach britischem Vorbild fand 1826-8 statt. Einsätze der nächsten Jahre beschränkten sich auf Banditenbekämpfung und Polizeiaktionen.

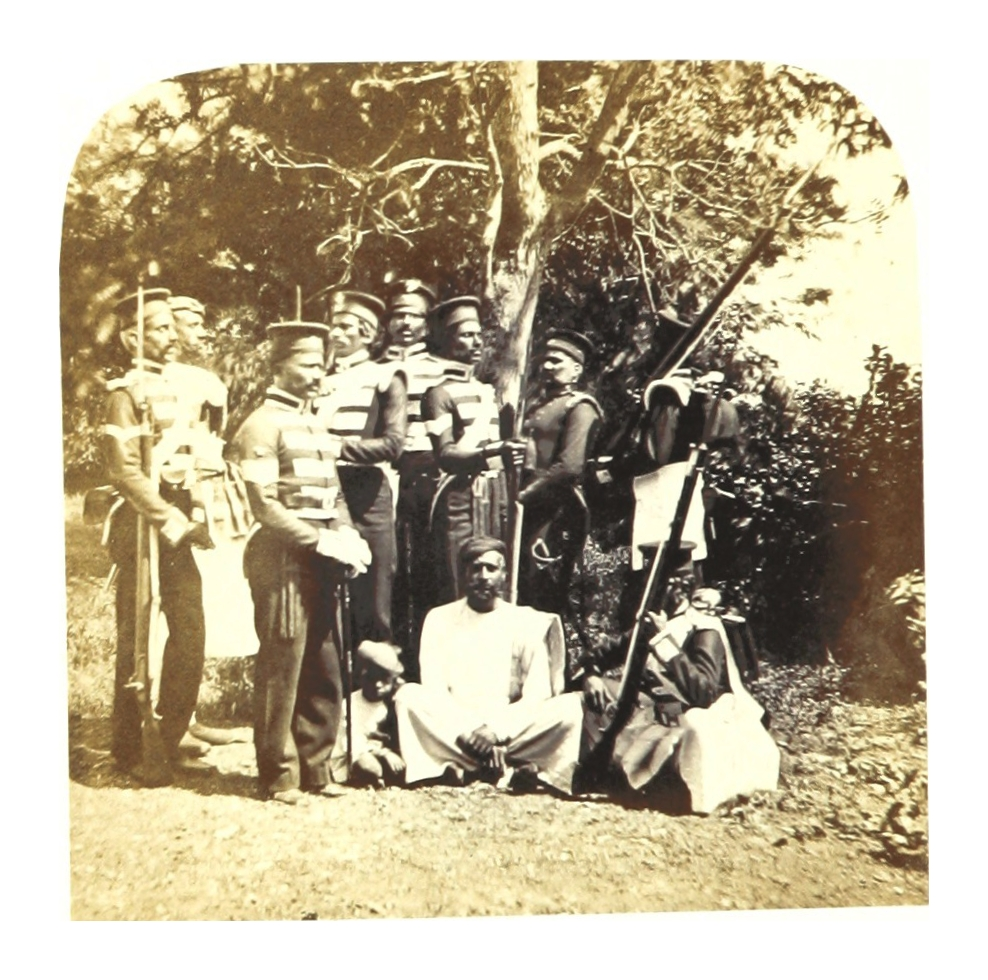
Fußvolk, 1862

Unter Asaf Jah III. und dem verschwenderischen Asaf Jah IV. waren die Staatsfinanzen, auch durch Korruption, zerrüttet. Hyderabad geriet mit seinen Verpflichtungen immer mehr in Rückstand.
Diese, zumindest in der geforderten Höhe zweifelhaften, Zahlungsrückstände nutzten die Kolonialherren um sich 1853 zur Sicherung ihrer Ansprüche das Gebiet von Berar anzueignen. Das nun unter dem Namen geschaffene Hyderabad Contingent (offiziell zum 1. Jan. 1854), unterstand der Kontrolle des Residenten, mit 7500 Mann (4 Kavallerie-Regimenter, die Lancers, 9 Bataillone Infanterie, 4 Artilleriebatterien). Es musste im Frieden im Fürstenstaat stationiert sein und wurde nun aus den Steuergeldern Berars finanziert, dessen Rückgabe bis 1947 ein ständiger Gegenstand diplomatischer Bemühungen Hyderabads blieb. Die Bezeichnungen der Dienstgrade wurden 1856 dem Vorbild der Kolonialarmee angepasst. Der Kommandant war üblicherweise ein Brigadier, bis 1856 gab es ein nördliches und südliches Kommando.

### Truppenstärke
| Jahr | Offiziere | Berittene | Infanterie | Geschütze | Kosten (Mio. Rs.) |
| ---- | --------- | --------- | ---------- | --------- | ----------------- |
| 1811 | 20        | 9000      | 8000       | 25        | 6,14              |
| 1821 | 101       | 5868      | 8822       | 30        | 5,17              |
| 1831 | 100       | 2794      | 8138       | 30        | 3,875             |
| 1841 | 91        | 2740      | 662        | 30        | 3,73              |
| 1851 | 80        | 2190      | 6731       | 37        | 3,83              |
| 1861 | 50        | 2300      | 6282       | 24        | 2,66              |
| 1871 | 69        | 2300      | 5978       | 16        | 3,273             |
| 1881 | 69        | 2200      | 5432       | 16        | 2,889             |
| 1892 | 90        | 2204      | 5558       | 16        | 3,703             |
| 1900 | 100       | 2000      | 5456       | 16        | 4,363             |

### Artillerie

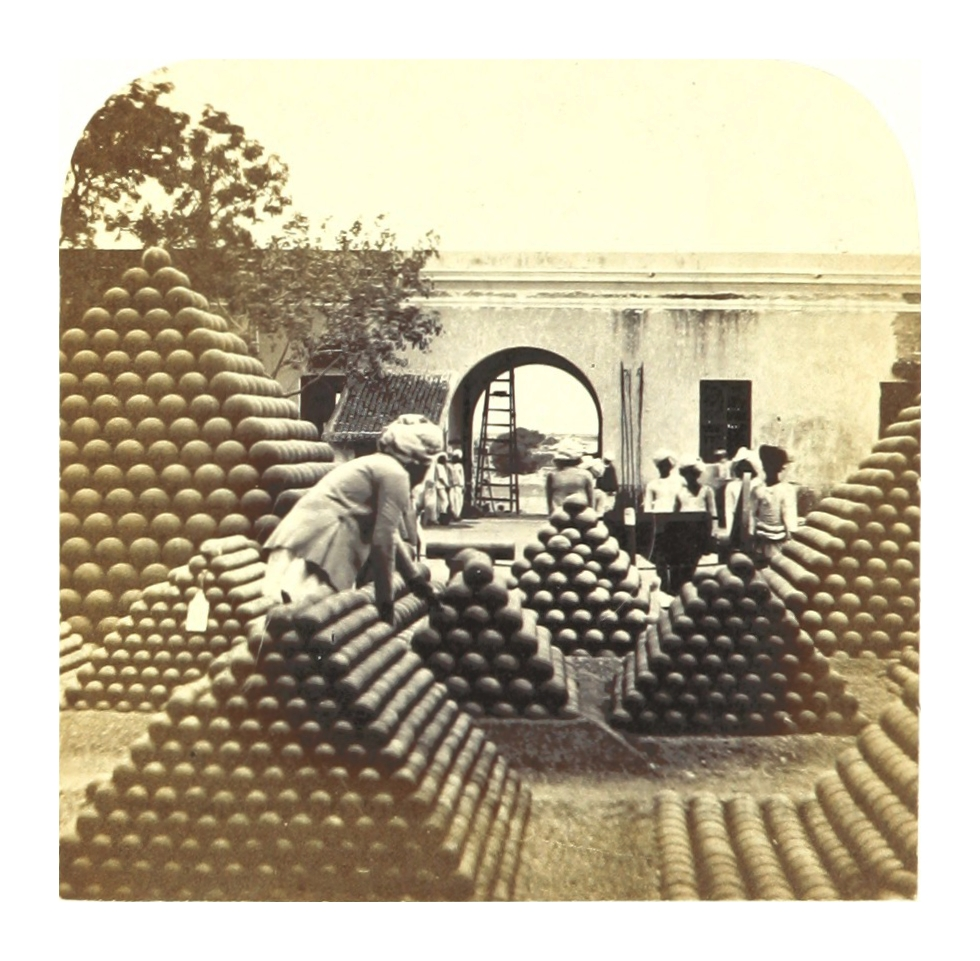
Im Arsenal von Secunderabad, 1862

Nach der Reorganisation 1813 verfügte man über 2 5½-Zoll-Haubitzen und 4 6-Pfünder bei der Infanterie. Eine eigene Artillerieabteilung mit 110 Soldaten (2 Offiziere) und 104 Trägern bestand ab 1817. Sie war zunächst mit 2 18-Pfündern, 2 5½-Zoll-Haubitzen und 8 6-Pfündern aus Bronze ausgestattet. Salabat Khan unterhielt eine eigene Artillerie. 1822 erfolgte die Gliederung in vier Batterien (Company of Artillery). Deren Bewaffnung wurde 1854 auf 4 6-Pfünder und zwei 12-Pfund-Haubitzen festgelegt, dies wurde 1864 auf je 3 6-Pfünder und eine 12-Pfund-Haubitze verringert. (Nach 1858 wurde es Usus moderne Artillerie soweit möglich nicht von Indern bedienen zu lassen.) Als Zugtiere wurden Ochsen in den 1860ern durch Pferde ersetzt.

### Kavallerie
Bezeichnungen der Kavallerieregimenter:
| 1816                                  | 1826                                           | 1854                             | 1890                             | 1903                         |
| ------------------------------------- | ---------------------------------------------- | -------------------------------- | -------------------------------- | ---------------------------- |
| Jalal ud-Daula's Risalas              | 1st Regiment Nizam's Cavalry                   | 1st Cavalry Hyderabad Contingent | 1st Lancers Hyderabad Contingent | 20th Deccan Horse            |
| Murtasa Yar Jung's Risalas (500 Mann) | 2nd Regiment Nizam's Cavalry                   | 2nd Cavalry Hyderabad Contingent | 2nd Lancers Hyderabad Contingent | 29th Lancers (Deccan Horse)  |
| Rai Barcha Mall's Risalas             | 3rd Regiment Nizam's Cavalry                   | 3rd Cavalry Hyderabad Contingent | 3rd Lancers Hyderabad Contingent | (aufgelöst)                  |
| ---                                   | 4th Regiment Nizam's Cavalry                   | 4th Cavalry Hyderabad Contingent | 4th Lancers Hyderabad Contingent | 30th Lancers, Gordon's Horse |
| Salabat Khan's Risala                 | 5th Regiment Nizam's Cavalry (Ellichpur Horse) | (aufgelöst)                      |                                  |                              |

Vor 1854 bestand ein Regiment aus vier Squadronen, danach aus drei, die ab 1895 nach kommunalistischen Grundsätzen (je 1 Sikhs, Musulmans und Jats) zusammengefasst wurden. Bis 1860 war es üblich, dass Außenstehenden (sillardar) die Pferde gehörten. Danach durften nur noch Soldaten Eigentümer von Streitrössern sein, die um die 1000 Rs. erzielen konnten. Seit 1875 galt das Prinzip ein Pferd – ein Eigentümer, der Preis der Tiere durfte 450 HRs nicht mehr übersteigen.

## Sepoy-Aufstand, 1857–59
Der junge Diwan des Staates Salar Jung I. warnte im September 1857 den Residenten vor einem bevorstehenden Angriff auf seinen Amtssitz. Weiterhin sorgte er dafür, dass der erst im Mai gekrönte Asaf Jah V. keinerlei Sympathie für die Aufständischen zeigte. Die Briten kamen zu der Ansicht, dass dadurch ein Übergreifen der Revolte auf Südindien verhindert wurde. Da die Einheiten des Hyderabad Contingent, bis auf Truppen in Aurangabad, ebenfalls loyal geblieben waren, wurden ein Großteil von ihnen, unter Kommando von Major W. A. Orr, zur Aufständischenbekämpfung besonders in der Präsidentschaft Bombay und im Gwalior-Feldzug eingesetzt. Besonders bei der Besetzung Jhansis zeichneten sie sich aus. Diese Kampagnen dauerte bis Herbst 1858.

## Pax Britannica, 1860 bis 1902

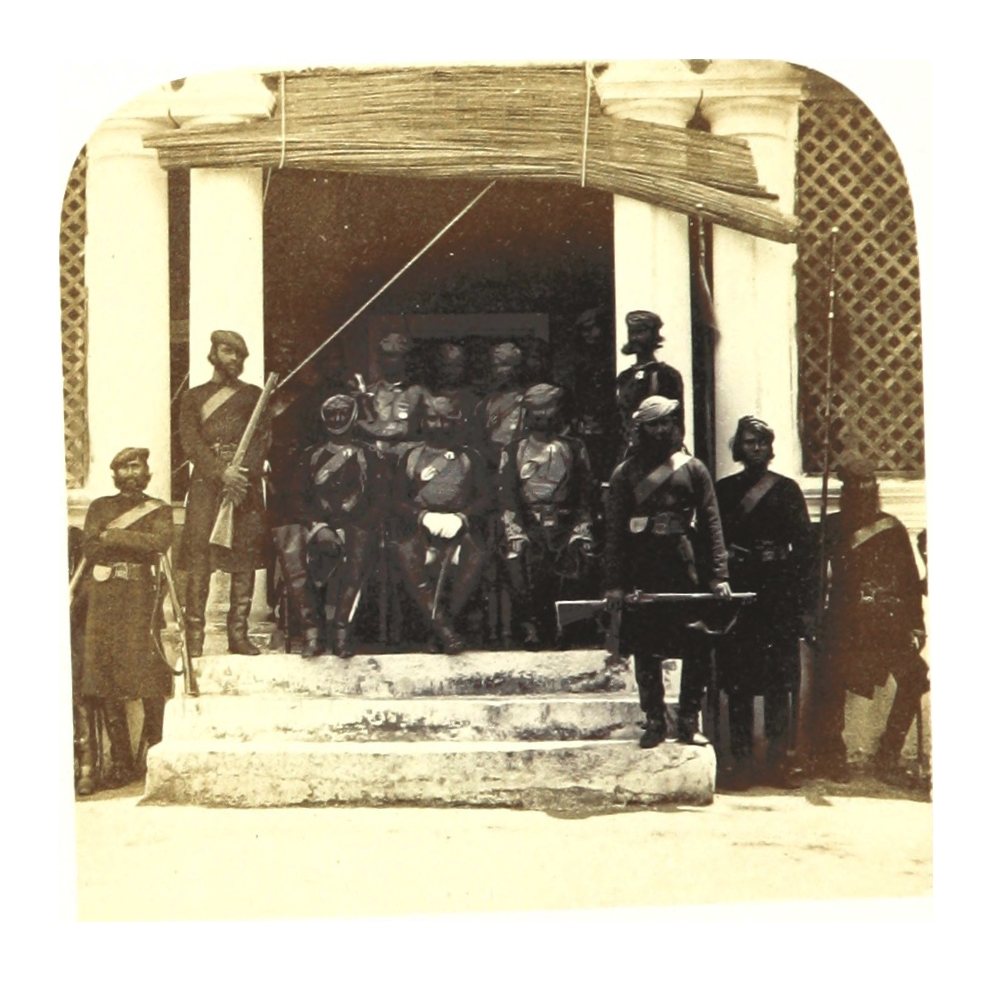
Kavalleristen (1862)

Damals sechs Meilen von Hyderabad entfernt, befand sich auf 50 km² das Secunderabad Cantonment, wo in Friedenszeiten etwa 7000 Truppen des britisch-indischen Heeres stationiert waren. Weitere Cantonments bestanden in Aurangabad, Ellichpur und Balorum. Der 1860–72 eingeführte Victoria-Karabiner (Musketen) wurde 1870-8 durch Vorderlader (Modell 1853). Ab 1880 kam es zur Ausstattung mit Hinterladern und 1884 durch Snider-Gewehre ersetzt. Anwerbungen erfolgten auch in Britisch-Indien, der Anteil von Auswärtigen schwankte zwischen 38 und 52 %. Vor 1870 wurden keine Hindus der unteren Kasten rekrutiert, ab 1892 Brahmanen ausgeschlossen. Das Verhältnis Hindus zu Moslems lag um 6 zu 4.
Zwischen 1860 und 1886 kamen die Truppen außer zur Banditenbekämpfung kaum zum Einsatz. Lediglich das 3. Kavallerie-Regiment wurde zum 2. Afghanistankrieg befohlen, kam jedoch nicht zum Kampfeinsatz. In den dritten Birma-Krieg wurde ein Teil der Truppen, das 3. Kavallerie-Regiment und die 3. Infanterie, erst im August 1886 geschickt, nachdem die Vertreibung von Thabaw schon vorbei war. Die Einheit wurde auf zahlreiche kleine Posten verteilt und war kleineren Gefechten „zur Befriedung“ beteiligt.
Zwischen 1886 und 1893 wurde die Organisation und Anzahl der (britischen) Offiziere, sowie deren Bezahlung, denen der Armeen der Presidencies angeglichen. Die 1894 ausgegebenen Martini-Henry-Gewehre wurden 1901 durch das Lee-Enfield ersetzt. Eingeborene Offiziere erhielten erstmals 1882 Revolver, 1894 Webley-Revolver.
Die 2. Infanterie wurde 1897 nach Peshawar abgeordnet und im Grenzkrieg mit Afghanen eingesetzt. Im Jahre 1900, während des Boxer-Aufstands wurde die 5. Infanterie nach Hongkong gesandt. Die Soldaten erhielten die China Medaille und auf der Regimentsfahne durfte der Schriftzug "China 1900" angebracht werden.

## Reorganisation 1903
Die Infanterieregimenter erhielten bei der Integration in die indische Armee die neuen Nummern 94th bis 99th, unter dem Kommandeur von Madras. Aus den vier Kavallerieregimentern wurden drei: die 20th Deccan Horse, 29th Lancers (Deccan Horse) und die 30th Lancers (Gordon's Horse) unter dem Oberkommandierenden von Bombay. Hyderabad stellte auch anderweitig finanzierte Imperial Service Troops, diese bildeten nun die Hyderabad Lancers. Außerdem bestand noch eine Reservistentruppe, das Hyderabad Volunteer Rifle Corps.